# Peligrosa obsesión
Peligrosa obsesión es una película argentina de acción protagonizada por Pablo Echarri y Mariano Martínez, estrenada el 16 de septiembre de 2004 en Argentina. En Brasil fue estrenada el 1 de octubre de 2004; en Panamá fue estrenada el 19 de agosto de 2005. 

## Argumento
Javier Labat (Pablo Echarri) y Toni Corsini (Mariano Martínez) jamás debieron haberse conocido, pero un manipulado destino los unirá, para que junto a Marina (Carol Castro), una mujer brasileña, enfrenten a una poderosa organización criminal que seguirá de cerca sus pasos. Para ellos, el reto será salvar sus vidas y recuperar el honor.
Peligrosa obsesión presenta espectaculares escenas de acción que exigieron una detallada planificación previa, un esfuerzo singular durante el rodaje y un trabajo de posproducción digital a la altura de los grandes proyectos internacionales.

## Reparto

### Principales
- Pablo Echarri como Javier Labat
- Mariano Martínez como Antonio "Tony" Corsini
- Hugo Arana como Gregorio "El Brujo" Labat.
- Carol Castro como Marina Leao
- Carlos Belloso como Killer

### Secundarios
- Victoria Onetto como Herrera
- Enrique Liporace como Lobo
- Vando Villamil como Reni
- Alejandro Awada como Santoro
- Horacio Roca como El Dr Parodi
- Osvaldo Guidi como El Chofer
- Christian Sancho como Patovica
- Guido Bolla como Jon Labat
- Hernán Jiménez como Palo (Tatuador)

- Datos: Q10348013